# 武田佳子
武田 佳子（たけだ よしこ、1971年8月15日 - ）は、日本の女性声優。東京都出身。アクロス エンタテインメント所属。

## 人物
趣味は飲み歩きと食べ歩き、フィットネス。フィットネスについては特にマーシャルエクササイズが得意。

## 出演作品
※太字はメインキャラクター

### テレビアニメ
- Blue Gender（ミニー・ホワイト）

### 吹き替え
- アカプルコ・ヒート（クリッシー）
- アニマル天国は今日も晴れ（ハンター）
- ヴァンパイア/最期の聖戦
- ウワサの真相/ワグ・ザ・ドッグ（トレイシー・ライム）
- オースティン・パワーズ
- カラー・オブ・ハート
- グッバイ・ジョー映画グッバイ・ジョー
- 最凶女装計画（ブリトニー）
- ザ・コンヴェント 死・霊・復・活
- ザ・メリージェントルマン（ダイアン）
- サムソンとデリラ（ナオミ）
- ジュラティノス
- スーパーマン（ロキシー・ロケット）
- SPAWN（サイアン）
- スティーブン・キングの悪魔の嵐
- セシル・B/ザ・シネマ・ウォーズ（レイブン）
- 谷間夢路の絶叫劇場（由起）
- 翼をください（ローレン）
- トゥーストゥーピッドドッグス（バフィ・ネコ）
- ドクタードリトル5（チャブスター）
- バースト・フォース（ミーシャ）
- 秘密探偵クルクル（ペニー）
- フォーチューン・クッキー（ドディ）
- フリーマネー（インガ）
- 暴走特急
- 元大統領危機一発/プレジデント・クライシス
- ランスキー アメリカが最も恐れた男
- リッチー・リッチ/夢のマシンをとりもどせ
- レリックハンター（モニカ）
- 路上のソリスト
- 惑星犬GOOD BOY!（ネリー）

### ゲーム
- ROOMANIAポロリ青春（ユア）

### ナレーション
- インターネット
  - goomo「美味しい世界遺産」ボイスオーバー
  - 「Wiiの間」ボイスオーバー
- 「ポーラ美術館コレクション展音声ガイド」
- 「栃木県子ども総合科学館地球気象台」
- 「J:COM チャンネル番号変更のご注意」
- 「小倉競馬リゾート」
- 「全国建設労働組合連合」宣伝カー
- 「ドール」店頭
- NHKBS2 「世界の子供特派員」
- CS 「アイ・オブ・ザ・タイガー」

### ラジオ
- FM世田谷『ペットワンダーランド』レギュラー出演 6月4日(土)～毎週土曜日16:00～17:00
- FM世田谷 「よしりんのペットフリーク大集合」（1998.8～2008.3）
- FM立川 「ペットのことなら何でも相談ラジオ」（2007.4～2007.10）
- 農水省 中国四国放送局「中国四国農政局だより」「東北農政局だより」

### MC
- 世田谷区プラネタリウム記念式典
- ソラージュプレス発表会川島なお美トークライブ
- 辺見えみりトークショー
- 映画「田園のユーウツ」舞台挨拶
- セーラー万年筆ネイルアートコンテスト

### その他
- 朗読会 色玻～ iroha 第二回公演　出演